# Cyrtotria marshalli
Cyrtotria marshalli är en kackerlacksart som beskrevs av Robert Walter Campbell Shelford 1908. Cyrtotria marshalli ingår i släktet Cyrtotria och familjen jättekackerlackor. Inga underarter finns listade i Catalogue of Life.